# Capital de la Sardana
Capital de la Sardana és una designació que s'atorga anualment a un municipi diferent, el qual durant un any realitza un seguit d'activitats culturals i lúdiques diverses destinades a reivindicar, difondre i promoure la sardana, tant en la vessant musical com en el vessant de dansa. Tot això, canalitzat a través d'activitats d'interès per a qualsevol tipus de públic, no només el sardanista.
El projecte Capital de la Sardana, coordinat per la Confederació Sardanista de Catalunya, va iniciar-se l'any 2013 com a resultat del treball conjunt entre la pròpia Confederació (llavors anomenada encara Federació Sardanista de Catalunya), la Unió de Colles Sardanistes i l'Obra del Ballet Popular i hereu de l'antiga celebració de Ciutat Pubilla, instaurada l'any 1960, en un moment polític i cultural advers per a Catalunya, i que va celebrar-se fins a l'any 2011.
La Capital de la Sardana és, doncs, un esdeveniment cultural de referència durant tot un any. Un espai on conviuen la festa, la tradició i el vessant crític i cultural pel món de la sardana i la dansa catalana. Un punt de trobada no només per al sardanisme, sinó obert a tothom, mitjançant múltiples activitats que giren al voltant de la sardana, en qualsevol de les seves vessants. Això el converteix en un pol d'atracció cultural, turístic i econòmic durant tot un any i, per tant, dinamitza i projecta el municipi que esdevé Capital, alhora que incideix sobre la societat del país en general, com un esdeveniment cultural i festiu molt més enllà del fet purament sardanista.

## Activitats
Tota Capital de la Sardana acull una sèrie de grans esdeveniments que suposen una important mobilització dins del col·lectiu sardanista. Aquests actes es concreten en:
- Acte de Proclamació Oficial: La població escollida com a Capital de la Sardana desenvolupa un esdeveniment oficial en el qual se la proclama oficialment com a Capital de la Sardana amb la presència de les màximes autoritats i la major solemnitat, sense oblidar el component de l'espectacle.
- Anunci dels Premis Capital de la Sardana: La Capital de la Sardana acull un dels moments més esperats: la designació dels premis Capital de la Sardana. Aquests premis els atorga cada any la Confederació Sardanista de Catalunya, a través de la comissió de la Capital de la Sardana dintre de la qual hi ha membres de la Unió de Colles Sardanistes de Catalunya i de l'Obra del Ballet Popular.
- Pregó: A l'època de Ciutat Pubilla, cada any una personalitat de la societat catalana preparava i llegia un Missatge al Món Sardanista. En aquests 51 anys hi han intervingut personatges com Caterina Albert, Joan Miró, Pau Casals, el Dr. Trueta, Raimon, M. Aurèlia Campany, Federico Mayor Zaragoza, Eliseu Climent, Jordi Pujol, Vicenç Villatoro o Vicky Penya, per posar-ne uns exemples. Aquests Missatges al Món Sardanista, hereus de Ciutat Pubilla, es mantenen ara a Capital de la Sardana, encara que rebatejats com a Pregó. Aquest nou nom reflecteix el propòsit que el seu abast ultrapassi l'àmbit purament sardanista.
- Festa de proclamació de la següent Capital de la Sardana: La Capital de la Sardana vigent organitza un esdeveniment especial amb la presència de les poblacions candidates finalistes per designar l'escollida com a Capital de la Sardana de l'any següent.
- Presentació de la Guia Sardanista: Cada any la Confederació Sardanista de Catalunya edita un llibret Arxivat 2019-04-01 a Wayback Machine. que recull tots els aplecs sardanistes i concursos del Campionat de Catalunya. Aquest document, molt esperat pel col·lectiu sardanista, té a cada edició una presentació oficial itinerant que ara es fa coincidir amb la població Capital de la Sardana. Sol finalitzar amb un concert d'alta qualitat musical.
- Festa de Cloenda del Campionat de Catalunya de les colles sardanistes: Les colles de competició afiliades a la Unió de Colles Sardanistes de Catalunya celebren cada any una cloenda on es lliuren els premis de les classificacions obtingudes a les diferents modalitats de competició. També cada any tenia una seu diferent i amb la Capital de la Sardana reforça aquesta cita.
- Un concurs del Campionat de Catalunya: Dels diversos campionats de la Unió de Colles Sardanistes de Catalunya té lloc a la població designada Capital de la Sardana per tal que les colles de competició aportin el vessant competitiu a l'esdeveniment.
- Trobada de Centres Cívics: Els alumnes dels cursets de sardanes dels centres cívics de tot Catalunya es concentren un cop l'any per demostrar el que han après en els cursos d'aprenentatge que segueixen.
- Cerimònia oficial de lliurament dels Premis de la Capital de la Sardana: El lliurament dels Premis Capital de la Sardana designats diversos mesos abans es produeix a la Capital de la Sardana amb un acte oficial i amb la presència de tots els premiats. Hi ha dues categories diferents: les Medalles i els Premis de la Capital de la Sardana, amb diverses subcategories per a cadascun d'ells.
- Cloenda de la Capital de la Sardana: Amb un acte oficial, però també de celebració, per cloure l'any de capitalitat de la sardana.

A més d'aquests esdeveniments anuals intrínsecament propis de Capital de la Sardana, cada població escollida desenvolupa durant tot l'any aquelles activitats culturals i lúdiques que considera més escaients per reivindicar i difondre la sardana i la dansa catalana, adreçant-les a qualsevol tipus de públic, no només el sardanista.

## Relació de Capitals de la Sardana
| Any  | Municipi                        | Comarca           | Data proclamació | Pregó                   | Sardana                                                               | Compositor                         |
| ---- | ------------------------------- | ----------------- | ---------------- | ----------------------- | --------------------------------------------------------------------- | ---------------------------------- |
| 2013 | Arenys de Munt                  | Maresme           | 16-març-2013     | Carme Sansa             | L'estelada                                                            | Antoni Mas Bou                     |
| 2014 | Barcelona                       | Barcelonès        | 8-març-2014      | Màrius Serra            | Barcelona 2014                                                        | Jesús Ventura                      |
| 2015 | Calella                         | Maresme           | 14-març-2015     | Carles Cordón           | Calella, Capital de la Sardana                                        | Jordi Feliu i Horta                |
| 2016 | Mollerussa                      | Pla d'Urgell      | 12-març-2016     | pare Jordi-Agustí Piqué | Mollerussa, Capital de la Sardana                                     | Òscar Barqué i Farrús              |
| 2017 | Figueres                        | Alt Empordà       | 11-Mar-2017      | Victòria Palma          | Figueres, Capital de la Sardana                                       | Martí Fontclara i Palomeras        |
| 2018 | Montblanc                       | Conca de Barberà  | 17-Mar-2018      | Josep Poblet            | Montblanc, Capital de la Sardana                                      | Alfred Abad i Gascon               |
| 2019 | Perpinyà                        | Rosselló          | 16-Mar-2019      | Pere Becque             | 2019 a l'ombra del Castellet Capvespre al Palau dels Reis de Mallorca | David Pigassou René Picamal i Coma |
| 2020 | Ajornat al 2021 pel coronavirus | --                | --               | --                      | --                                                                    | --                                 |
| 2021 | Sant Feliu de Guíxols           | Baix Empordà      | 1-maig-2021      | Joan Vidal i Gayolà     | Sant Feliu de Guíxols, Capital de la Sardana                          | Antoni Mas Bou                     |
| 2022 | Balaguer                        | La Noguera        | 19-març-2022     |                         | Balaguer, Capital de la Sardana                                       | Daniel Gasulla                     |
| 2023 | Sant Cugat del Vallès           | Vallès Occidental |                  |                         | Sant Cugat, Capital de la Sardana                                     | Anna Abad i Gils                   |
| 2024 | Manresa                         | Bages             |                  |                         | Manresa, Capital de la Sardana                                        | Laia Giralt                        |
| 2025 | Olot                            | Garrotxa          | 15 març 2025     |                         | Olot, Capital de la Sardana                                           | Pau Coma                           |
| 2026 | El Vendrell                     | Baix Penedès      |                  |                         |                                                                       |                                    |
| 2027 | Castellar del Vallès            | Vallès Occidental |                  |                         |                                                                       |                                    |